# Chajdak
Chajdak (ros. Хайдак) – wieś (dieriewnia) w Rosji, w Kraju Krasnojarskim, w rejonie partizańskim. W 2010 liczyła 192 mieszkańców.